# Anna Christie (film 1930 Feyder)
Anna Christie   è un film del 1930 tratto dall'omonima opera teatrale del 1921 di Eugene O'Neill, vincitrice del premio Pulitzer, ed è una seconda versione in lingua tedesca dell'originale film in lingua inglese. Entrambe le pellicole vedono come protagonista Greta Garbo, condividono le stesse locations e lo stesso direttore della fotografia (William H. Daniels), mentre regista e cast di supporto sono diversi.
Nei primi anni del sonoro era abitudine degli studios di Hollywood produrre versioni in lingua straniera dei film di maggior richiamo, utilizzando le stesse scenografie e talvolta gli stessi costumi, dove attori madrelingua sostituivano in parte o tutto il cast originale. Di questi film la versione tedesca di Anna Christie è una delle poche pellicole alternative sopravvissute. La Garbo ha un aspetto notevolmente diverso nei due film, i dialoghi in tedesco sono stati scritti da Walter Hasenclever e Frank Reicher, seguendo da vicino l'adattamento originale di Frances Marion. Il regista di questa versione è Jacques Feyder che aveva già diretto la Garbo ne Il bacio.
Il film fu prodotto dalla Metro-Goldwyn-Mayer nel suo studio di Culver City tra il luglio e l'agosto del1930 (l'originale in inglese era stato girato nell'ottobre e novembre del1929). La prima si tenne a Colonia, in Germania, il 22 dicembre 1930. Negli Stati Uniti uscì il 5 gennaio del 1931.
In questa versione tedesca la famosa frase di apertura della Garbo è diventata: "Whisky, aber nicht zu knapp!", senza richiesta di Ginger Ale a parte.

## Trama
Chris Christofferson, un vecchio marinaio alcolizzato, è proprietario di una chiatta nella quale vive insieme alla ex prostituta Marthy, sua compagna di bevute, nel porto di New York. Una sera, nel bar del porto, riceve una lettera nella quale la figlia ventenne Anna "Christie" Christofferson preannuncia che ha lasciato l'Europa e che quella stessa sera lo raggiungerà nel locale. Chris aveva lasciato Anna 15 anni prima a dei perenti che vivevano in una fattoria in Svezia, senza averla da allora mai più rivista.
Anna, una ragazza emotivamente ferita e con un passato difficile alle spalle, ricorda a malapena il padre. Fuggita dalla fattoria dove era cresciuta fra umiliazioni e abusi, ha sbarcato il lunario a St.Paul, ad Amburgo, facendo la prostituta per due anni.
Giunta nella taverna, in un primo momento Anna incontra Marthy, con la quale lega subito. Le confida che ha trascorso un periodo di convalescenza in ospedale e che spera nell'ospitalità del padre. La vecchia intuisce il passato della giovane, e la tranquillizza sul carattere bonario del vecchio, informandola inoltre che le cederà il proprio posto nella barca.
Poco dopo Chris incontra la figlia dimostrandole affetto. Appare convinto delle virtù della ragazza e Anna evita naturalmente di menzionare il suo passato. Scoprendo però che il padre è il capitano di una misera chiatta e non di una nave, è indecisa se rimanere con lui. Alla fine si convince e passati alcuni giorni si adatta felicemente alla vita di mare, con i ricordi dolorosi che sembrano svaniti.
Una notte di tempesta, viene ripescato in mare un marinaio di nome Matt Burke che si rivela essere un uomo rude e dai modi rozzi. Anna presto se ne innamora e durante un'uscita al luna park entrambi confessano i propri sentimenti. Quando Matt le chiede di sposarla, lei è riluttante. In quel frangente compare Marthy che saluta Anna, ma la ragazza finge di non conoscerla perché sa di averle confessato troppo durante il loro primo incontro e teme che particolari del suo passato possano trapelare. Matt cerca allora di scacciare malamente Marthy, ma Anna, molto dispiaciuta, rivela infine di conoscerla e così Matt offre da bere alla vecchia.
Viene il giorno in cui Matt parla a Chris riguardo ai suoi progetti di matrimonio con Anna, ma il vecchio, che contava per la sua vecchiaia sulla presenza della figlia, si oppone all'idea e i due si scontrano. Anna irrompe nella discussione già molto animata, e nel tentativo di calmare gli animi confessa che Matt è il primo uomo di cui si sia mai innamorata, poi confusa lo bacia e gli dice addio. Chris e Matt continuano a discutere e Anna, oramai stanca dell'egoismo dimostrato dai due uomini e di essere trattata come un oggetto da entrambi, rivela il suo passato, di come fosse fuggita dagli abusi dei parenti della madre per poi finire a fare la prostituta in una casa di piacere e non l'infermiera come aveva detto al padre.
Matt, furibondo, va ad ubriacarsi per dimenticarla, e anche il padre di Anna decide di affogare il proprio dispiacere nell'alcol. La donna, disperata e addolorata, ha già la valigia pronta, decisa ad abbandonare i due, ma Matt, completamente ubriaco, fa ritorno alla chiatta, e dopo essersi infuriato contro la propria sfortuna, le fa promettere sul rosario della madre che lei non amerà in futuro altro uomo al di fuori di lui.
Così Anna si rasserena e perdona i due uomini, e tutti e tre decidono di partire per il Sudafrica.

## Produzione
Subito dopo aver completato la versione inglese, la Garbo girò la versione tedesca, quella poi preferita dalla stessa diva. Il suo tedesco fu giudicato un po' “rude” dalla critica, ma nel complesso i dialoghi del film risultarono più scorrevoli e meno carichi di pathos rispetto alla versione inglese. La stessa attrice, dopo aver rotto il ghiaccio in una produzione sonora con il primo film, recitò in modo più rilassato e in alcune scene ride di cuore. Il fatto che la sua mentore e buona amica Salka Viertel abbia interpretato il ruolo di Marthy deve certamente aver contribuito all'atteggiamento della Garbo. Viertel, che nei titoli di testa è accreditata come Salka Steuermann, era di diversi anni più giovane di Marie Dressler, che aveva interpretato lo stesso ruolo nell'originale, e donò al personaggio maggiore calore e vulnerabilità.
L'attore Rudolph Schildkraut era originariamente previsto per il ruolo di Chris, ma morì durante le riprese e fu sostituito da Hans Junkermann.